# Rumbeke
Rumbeke est une section de la ville belge de Roulers située en Région flamande dans la province de Flandre-Occidentale. C'était une commune à part entière avant la fusion des communes de 1977.

## Géographie
Rumbeke se trouve au sud du centre-ville.

## Démographie

### Évolution démographique
- Sources : INS, Rem. : 1831 jusqu'en 1970 = recensements, 1976 = nombre d'habitants au 31 décembre[2].

## Histoire
Baudouin Bras-de-Fer, qui venait d'enlever Judith, fille du roi de France, Charles le Chauve, se réfugia au château de Rumbeke en 862. C'est à la suite de cet épisode qu'il obtint du roi le territoire de Flandre dont il devint le premier comte.
Le 13 septembre 1649, la terre de Rumbeke en Flandre, est érigée en comté, (titre de comte), en faveur de René de Thiennes, seigneur de Rumbeke, Caestre, Claerhoudt, Oudenen et de la cour d'Ideghem, dont la famille a rendu les plus grands services, depuis 1340, époque où Jean de Thiennes, seigneur de Lombize (Lombise) et de Beaurepaire, accompagna avec huit écuyers à sa solde, le duc de Bourgogne Eudes IV de Bourgogne allant au secours de Saint-Omer, assiégée par Robert III d'Artois (bataille de Saint-Omer (1340).
Pendant la Première Guerre mondiale, des troupes françaises ont cantonné en octobre 1918 à Rumbeke et dans les environs.
Rumbeke était une commune à part entière jusqu’à la fusion des communes de 1977.

## Patrimoine
Le château de Rumbeke est un splendide château Renaissance qui fait partie aujourd'hui du « domaine Sterrebos ».

## Personnalités
- Odile Defraye (1888-1965), coureur cycliste.
- Pol Mahieu (1944-2022), coureur cycliste belge, y est mort.